# Kumba maculisquama
Kumba maculisquama es una especie de pez de la familia Macrouridae en el orden de los Gadiformes.

## Morfología
• Los machos pueden llegar alcanzar los 26,7 cm de longitud total.

## Hábitat
Es un pez de aguas profundas que vive entre 1.350-1.600 m de profundidad.

## Distribución geográfica
Se encuentra al sudeste del  Atlántico (37 ° 09'S, 7 ° 38'W).